# Пелин Велков
Тодор Велков Пеловски, известен с псевдонима си Пелин Велков, е български писател и преводач на руска литература.

## Биография
Роден е на 17 март 1907 г. в село Рогозен, Оряховско. Основно образование получава в село Хайредин. Завършва гимназия във Враца и медицина в София (1940). Участник в Септемврийското въстание (1923). След 9 септември 1944 г. е главен редактор (1945-1950) и директор (1950-1965) на издателство „Народна култура“.
Пелин Велков е автор на сборника с разкази „Зелените братя“ (1938) и на романа „Загадъчният връх“ (1963).
Превежда много романи, разкази, повести и пиеси от руски и съветски автори: Антон Чехов, Максим Горки, Михаил Пришвин, Александър Фадеев, Александър Серафимович, Иля Илф и Евгений Петров, Емануил Казакевич, Фьодор Гладков, Вячеслав Шишков, Иван Тургенев, А. Н. Толстой и др. Българските читатели могат да се насладят на неговия превод на забележителния руски сатиричен роман „Златният телец“.
Умира през 1987 г.